# Sri-lankische Badmintonmeisterschaft 1986
Die Sri-lankische Badmintonmeisterschaft 1986 war die 34. Austragung der nationalen Titelkämpfe im Badminton in Sri Lanka.

## Sieger und Finalisten
| Disziplin    | Gold                                   | Silber                                  |
| ------------ | -------------------------------------- | --------------------------------------- |
| Herreneinzel | Niroshan Wijekoon                      | Udaya Weerakoon                         |
| Dameneinzel  | Yasintha Liyanage                      | Imali Fernando                          |
| Herrendoppel | Niroshan Wijekoon Udaya Weerakoon      | Prasanna Gunasekera Nihal Sendanayake   |
| Damendoppel  | Anusha Seneviratne Ranjani Seneviratne | Sriyani Deepika Kaushalya Dissanayake   |
| Mixed        | Udaya Weerakoon Ranjani Senevirathna   | Niroshan Wijekoon Kaushalya Dissanayake |